# Kohanjac
Kohanjac is een plaats in de gemeente Žakanje in de Kroatische provincie Karlovac. De plaats telt 104 inwoners (2001).